# بلژیک
بلژیک با نام رسمی پادشاهی بلژیک (به هلندی: Koninkrijk België)، (به فرانسوی: Royaume de Belgique)، (به آلمانی: Königreich Belgien) کشوری در غرب اروپا و یکی از اعضای اتحادیه اروپا است که پایتخت آن بروکسل است.
بلژیک در شمال با هلند، در شرق با آلمان، در جنوب شرقی با لوکزامبورگ، در جنوب با فرانسه و از شمال غربی با دریای شمال مجاور است. خطّ جدایی فرهنگی ژرمن‌ها و رومی‌زبانان از میانه‌های کشور بلژیک می‌گذرد.
در ۵۸٪ از مناطق بلژیک، زبان هلندی (گویش فلاندری) صحبت می‌شود و فرانسوی در ۴۱٪ مناطق جنوبی مثل والونی صحبت می‌شود و در منطقه پایتخت (بروکسل) هر دو زبان در نهادهای دولتی رایج است. کمتر از ۱٪ مردم بلژیک آلمانی‌زبان هستند و در شرق کشور زندگی می‌کنند.
نام بلژیک از نام لاتین که برای اکثر بخش‌های شمالی منطقه گُل‌نشین استفاده می‌شد، یعنی «گالیا بلجیکا» گرفته شده است. این نام لاتین خود برگرفته از گروهی از قبایل سلت است که قبیله بلژها نام داشتند. به لحاظ تاریخی، بلژیک قسمتی از کشورهای سفلی بوده که شامل هلند و لوکزامبورگ نیز می‌شده است و پیش‌ترها نواحی گسترده‌تری را نسبت به گروه کشورهای بنلوکس امروزی در بر می‌گرفته است.
بلژیک از اواخر سده‌های میانه تا سدهٔ هفدهم، کانون بازرگانی و فرهنگی پررونقی به‌شمار می‌رفته است. از سدهٔ شانزدهم تا انقلاب بلژیک در سال ۱۸۳۰ و جدایی این کشور از هلند، بلژیک محل جنگ‌های بسیاری بین قدرت‌های اروپایی بود و به همین دلیل با عنوان «میدان جنگ اروپا» لقب‌گذاری شده بود. اخیراً بلژیک عضو برجسته‌ای از اتحادیه اروپا به‌شمار می‌رود و میزبان تعدادی از نهادهای اتحادیه اروپا و سازمان‌های بین‌المللی از جمله ناتو است.
بلژیک در تاریخ ۲۸ دسامبر ۱۹۴۵ به سازمان ملل متحد پیوست.
بلژیک در انقلاب صنعتی شرکت کرد، و در جریان قرن بیستم مالک امپراتوری استعماری بلژیک در آفریقا بود. بین ۱۸۸۵ و ۱۹۰۸، ایالت آزاد کنگو، که به‌طور خصوصی متعلق به لئوپولد دوم بود، شاهد جنایت‌ها و بیماری‌های فراگیر بود؛ در میان اعتراض عمومی در اروپا، بلژیک این قلمرو را به عنوان یک مستعمره ضمیمه خود کرد. امپراطوری استعماری بلژیک بین ۱۹۶۰ و ۱۹۶۲ استقلال پیدا کرد. نیمه دوم قرن بیستم شاهد تنش‌های فزاینده بین شهروندان هلندی زبان و فرانسوی زبان بود که تفاوت‌ها در زبان و فرهنگ و توسعه اقتصادی نابرابر فلاندر و والونی بر این تنش افزود. خصومت ادامه‌دار به اصلاحات دولتی پردامنه انجامید، که منجر به گذار این کشور بین ۱۹۷۰ و ۱۹۹۳ از یک حکومت یکپارچه به یک حکومت فدرالی شد. با وجود این اصلاحات، تنش‌های بین این گروه‌ها باقی مانده، و شاید زیاد هم شده باشد؛ جدایی طلبی شایان توجهی مخصوصاً بین فلامان‌ها وجود دارد؛ قوانین مجادله برانگیز در خصوص زبان مانند شهرداری‌ها وجود دارد؛ و پس از انتخابات ژوئن ۲۰۱۰ تشکیل یک حکومت ائتلافی ۱۸ ماه زمان برد که یک رکورد جهانی است. بیکاری در والونی بیش از دو برابر فلاندر است که پس از جنگ جهانی دوم رشد سریعی داشته است.

## تاریخ

### دوران باستان
بیش از دو هزار سال پیش، ناحیه‌ای که اینک بلژیک خوانده می‌شود، دارای جمعیت زیادی بوده و تنش‌های فرهنگی و سیاسی فراوانی را شاهد بوده است. اولین حرکت مستند شده مردمی تصرف منطقه توسط جمهوری روم و کنسول مشهور آن ژولیوس سزار در قرن اول پیش از میلاد بود که تا سدهٔ پنجم توسط ژرمن‌ها-فرانک‌ها ادامه پیدا کرد.

### قرون وسطی
طی سده ۵ میلادی فرانک‌ها پادشاهی مروونژی‌ها را تثبیت کردند که در سدهٔ هشتم پادشاهی کارولنژیان نام گرفت. در طی قرون وسطی، کشورهای فروبوم به چندین ایالت فئودال کوچک تقسیم شدند.

### هلند بورگوندی - هابسبورگ
بسیاری از ایالت‌ها، طی سده‌های چهاردهم و پانزدهم توسط خاندان بورگوندی با عنوان هلند بورگوندی متحد گشتند. این ایالات در قرن پانزدهم استقلال بیشتری یافتند و پس از آن هفده استان یا ایالات هفده‌گانه نام گرفتند.

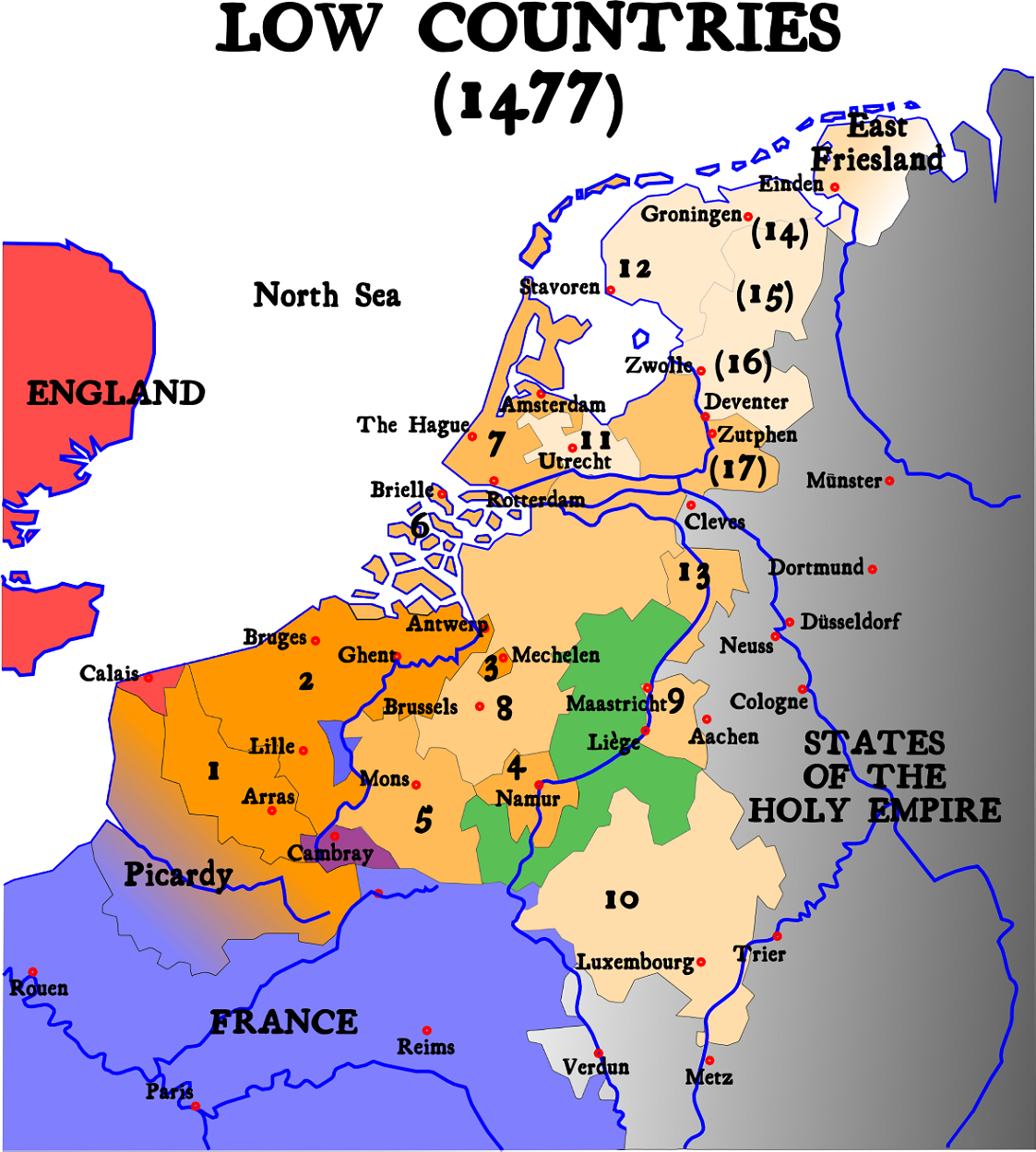
هفده استان (نواحی نارنجی، قهوه‌ای و زرد رنگ) و ناحیه تحت فرماندهی اسقف Liège (منطقه سبز)

### هلند اسپانیا - اتریش
جنگ هشتادساله (۱۶۴۸–۱۵۶۸)، ایالات هفده‌گانه را به جمهوری هفت ایالات متحده در شمال و هلند جنوبی در جنوب تقسیم کرد. ایالات جنوبی تحت کنترل هابسبورگ اسپانیایی - اتریشی قرار گرفت. این ناحیه، در سده‌های هفدهم و هجدهم و تا زمان استقلال، محل وقوع بسیاری از جنگ‌های فرانسه – اسپانیا و فرانسه - اتریش، از جمله جنگ فرانسه و هلند، جنگ نه‌ساله، جنگ جانشینی اتریش و قسمتی از جنگ جانشینی اسپانیا بود.

### انقلاب فرانسه و پادشاهی متحد هلند

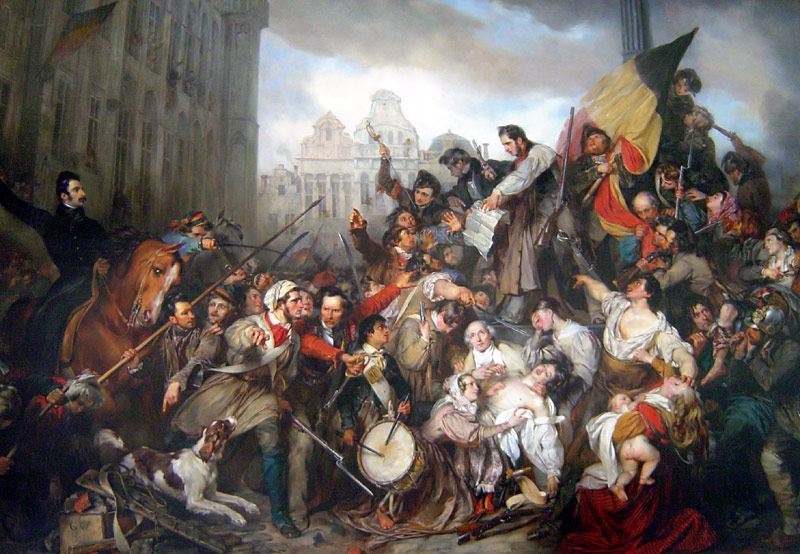
طرحی از انقلاب بلژیک در سال ۱۸۳۰، اثر چارلز گوستاو واپرز (۱۸۳۴) در موزه هنرهای باستان، بروکسل

در پی جنگ‌های انقلاب فرانسه، کشورها و مناطق کوچکی که پیش از آن، هرگز تحت اختیار هابسبورگ نبودند، به جمهوری اول فرانسه ضمیمه شده و نفوذ اتریشی‌ها در منطقه پایان یافت. کمی بعد و با فروپاشی امپراتوری اول فرانسه در ۱۸۱۴ و کناره‌گیری ناپلئون بناپارت از قدرت، کشورها و قلمروهای کوچک منطقه تحت عنوان پادشاهی متحد هلند، دوباره متحد شده و به یکدیگر پیوستند.

### بلژیک مستقل

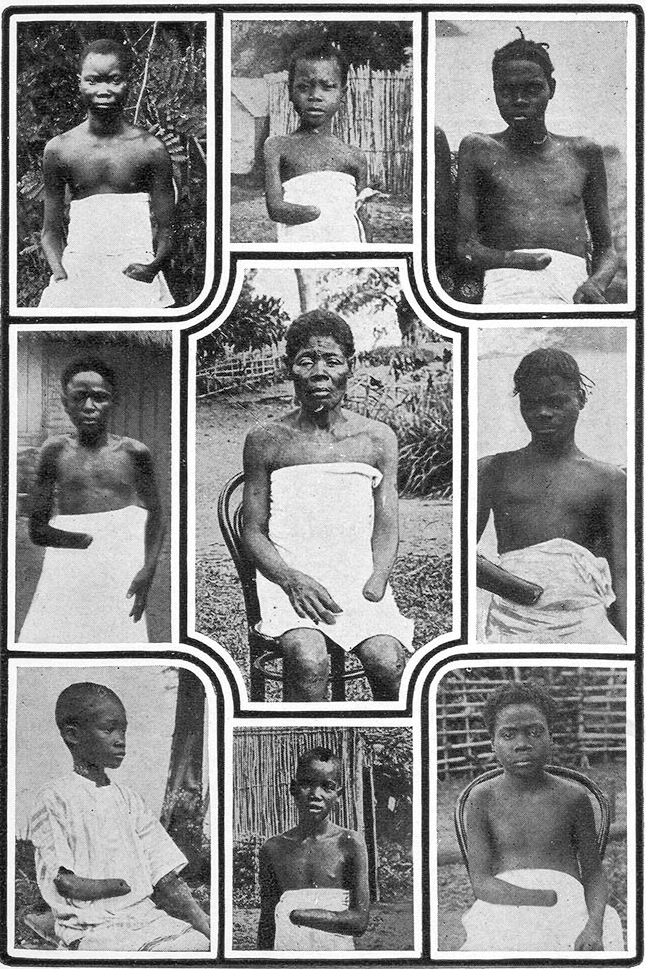
جنایت‌ها در دولت آزاد کنگو توسط لئوپلد دوم، دومین پادشاه بلژیک

انقلاب بلژیک در ۱۸۳۰ موجب تثبیت استقلال کاتولیک‌ها و بی‌طرف شدن بلژیک در حکومتی موقتی شد. از زمان انتصاب لئوپولد یکم به عنوان پادشاه در سال ۱۸۳۱، بلژیک دارای نظام سلطنتی قانون اساسی و دموکراسی پارلمانی شد. در میان دورهٔ استقلال و جنگ جهانی دوم، کشور به دست ثروتمندان در دو حزب اصلی اداره می‌شد. کاتولیک‌ها و لیبرال‌ها، برای دستیابی به یک سیستم هماهنگ که سومین حزب را شامل می‌شد، حزب کارگری و نقش قدرتمند اتحادیه بازرگانی. فرانسه، که زبان سازگار شده اشراف و بورژواها بود، زبان رسمی و اداری به‌شمار می‌رفت. این کشور تا این زمان با یک سیستم دوزبانه هلندی – فرانسوی گسترش یافته است.
کنفرانس برلین در سال ۱۸۸۵ با پیمان واگذاری ایالت آزاد کنگو به لئوپولد دوم، پادشاه بلژیک، به عنوان املاک شخصی‌اش موافقت کرد. کنگو، منبع مناسبی برای درآمدزایی حکومت بلژیک از طریق تجارت عاج فیل و مواد اولیهٔ تولید لاستیک بود. از حدود سال ۱۹۰۰، نگرانی‌های گسترده‌ای در مورد ارتکاب اعمال وحشیانه و بدرفتاری با مردم کنگو، توسط نیروهای بلژیک، به‌جود آمده بود. تعداد زیادی از مردم کنگو، به‌اتهام تأخیر یا کمبود تهیه و ارسال عاج فیل و لاستیک، توسط نیروهای لئوپولد به قتل می‌رسیدند. این وقایع منجر به بازپس‌گیری کنگو از لئوپولد دوم، پادشاه بلژیک و واگذاری آن به عنوان مستعمره به کشور بلژیک شد و از آن زمان نام ایالت آزاد کنگو به کنگوی بلژیک تغییر یافت. در ۱۹۱۹، کمیسیون بلژیکی مأمور به بررسی جنایات کنگو اعلام کرد که جمعیت کنگو در مقایسه با ۱۸۷۹ به نصف کاهش یافته است.

### جنگ جهانی اول
در اوت ۱۹۱۴ و در ابتدای جنگ جهانی اول، نیروهای آلمانی، به‌عنوان بخشی از نقشه شلایفن، برای رسیدن به مرزهای فرانسه و جبهه غربی جنگ، به بلژیک حمله‌ور شدند. مستعمرات آلمان، رواندا-اوروندی، که امروزه کشورهای مستقل رواندا و بوروندی نامیده می‌شوند، توسط کنگوی بلژیک در سال ۱۹۱۶ تصرف شد. در سال ۱۹۲۴ این مناطق توسط جامعه ملل تحت اختیار بلژیک درآمدند.

### جنگ جهانی دوم

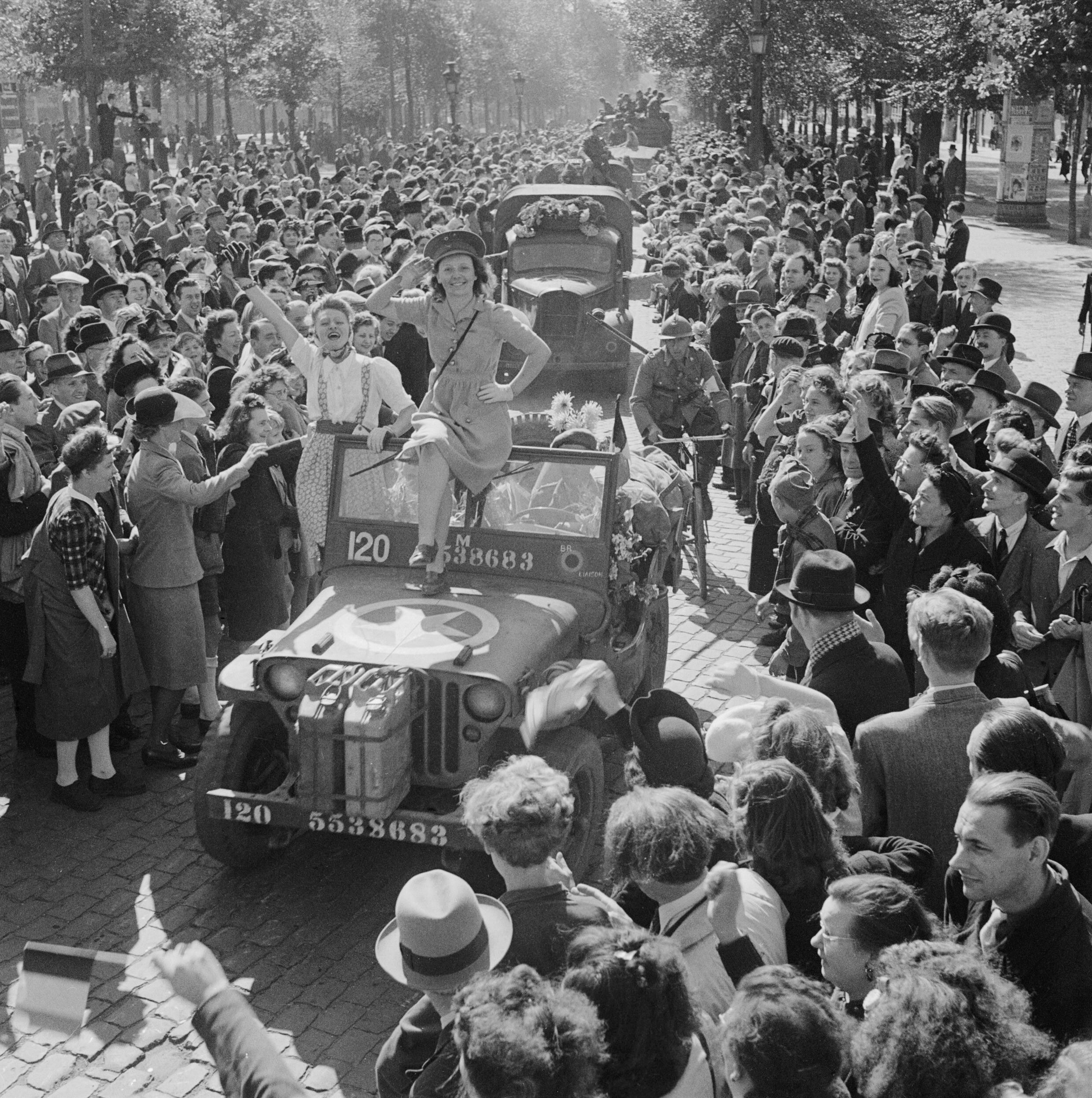
استقبال و جشن ورود نیروهای بریتانیایی به بروکسل در ۴ سپتامبر ۱۹۴۴

بار دیگر بلژیک توسط آلمان نازی در سال ۱۹۴۰ طی یک یورش وحشیانه مورد حمله قرار گرفت. تا زمستان سال ۴۵–۱۹۴۴ که توسط نیروهای متفقین آزاد شد، تحت اشغال قرار داشت. کنگوی بلژیک، استقلال خود را پیش از بحران کنگو در سال ۱۹۶۰ به دست آورد و رواندا و بوروندی نیز در سال ۱۹۶۲ مستقل شدند.

### پس از جنگ
پس از جنگ جهانی دوم بلژیک به‌عنوان یکی از اعضای پایه‌گذار، به پیمان ناتو پیوست و همراه با هلند و لوکزامبورگ، اتحاد بنلوکس را تشکیل داد. بلژیک همچنین یکی از شش عضو پایه‌گذار سازمان زغال سنگ و فولاد اروپا تأسیس شده در سال ۱۹۵۱، اتحادیه اقتصادی اروپا و سازمان اروپایی انرژی اتمی تشکیل شده در سال ۱۹۵۷ است. بلژیک میزبانی فرماندهی ستاد مرکزی ناتو بر عهده دارد و همچنین بخش مهمی از نهادها و مؤسسات اتحادیه اروپاست که شامل هیئت اروپایی، شورای اتحادیه اروپا و جلسات فوق‌العاده پارلمان اروپا به‌علاوه بخشی از موسساتش می‌باشد. در طول قرن بیستم، به‌ویژه پس از جنگ جهانی دوم، تاریخ بلژیک به سرعت تحت تأثیر دو کمیته اصلی خودگردان آن قرار گرفته است. این دوره شاهد افزایش کشمکش‌های فرقه‌ای بوده است و اتحاد ایالات بلژیک تحت بررسی قرار گرفته است.
از طریق اصلاحات قانون اساسی در دهه‌های ۱۹۷۰ و ۱۹۸۰، تقسیم نواحی کشور به ایجاد نظامی سه ردیفه منجر شد: فدرالیسم، انجمن زبان‌شناختی و دولت منطقه‌ای، مصالحه برای کاستن کشمکش‌های زبانی. امروزه این نهادهای فدرال قدرت قانونی بیشتری نسبت به پارلمان دو مجلس شورا و سنا کسب کرده‌اند در حالی که دولت ملی هنوز تقریباً تمام مالکیت را کنترل می‌کند، بیش از ۸۰ درصد از دارایی‌های انجمن زبان شناختی و دولت منطقه‌ای و صد در صد تأمین اجتماعی.

## سیاست

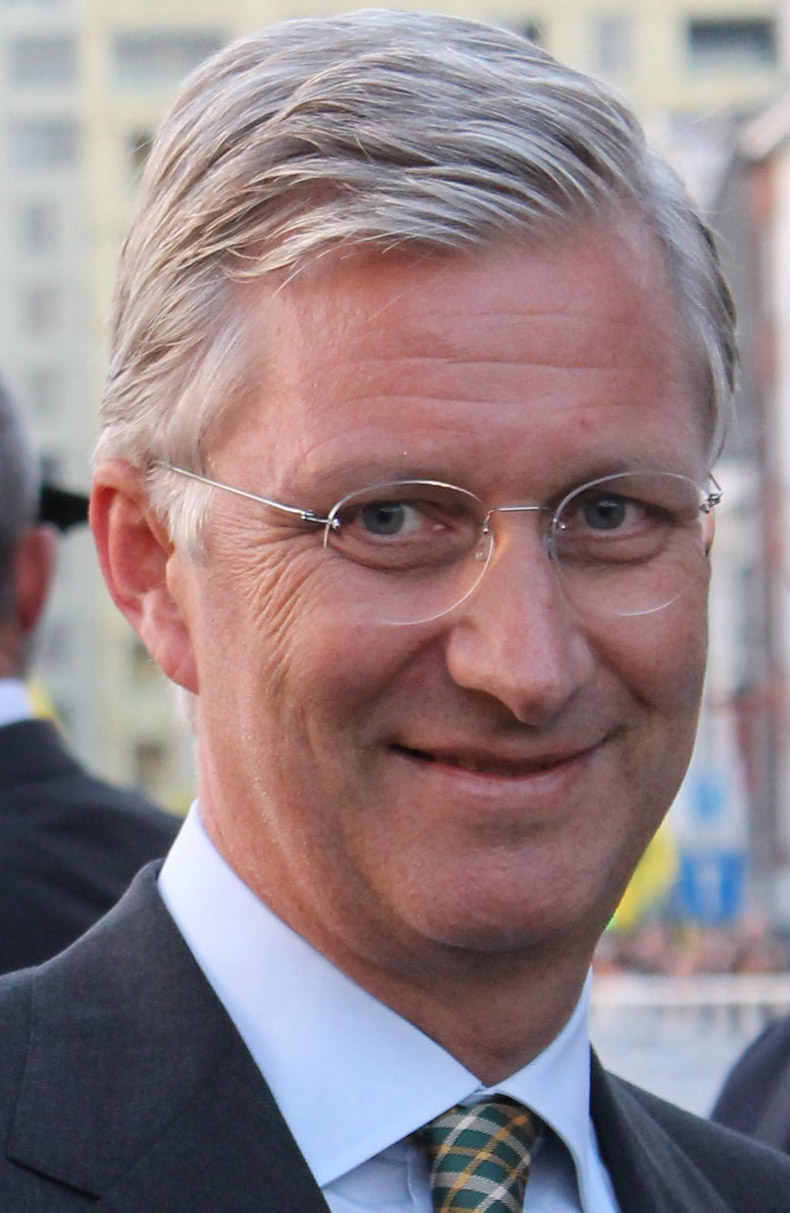
فیلیپ، پادشاه بلژیک از ۲۰۱۳

بلژیک، یک پادشاهی مشروطه است. نظام سیاسی این کشور، نظام پارلمانی فدرال و دومجلسی است و مجلس فدرال بلژیک از دو مجلس سنا و مجلس نمایندگان، تشکیل شده است. در حالی که سنا مجموعه‌ای از سیاست‌مداران بالارتبه منتخب و نمایندگان انجمن‌ها و مناطق است، مجلس شورا نشانگر تمام بلژیکی‌های بالاتر از هجده سال در یک نظام رأی‌گیری هم‌زمان می‌باشد. بلژیک از معدود کشورهاییست که رأی دادن در آن اجباریست و به همین علت در جهان یکی از بالاترین آمار رأی‌گیری را داراست.
دولت فدرال که رسماً توسط پادشاه معرفی می‌شود، باید از مجلس شورا رأی اعتماد بگیرد. توسط نخست‌وزیر رهبری می‌شود. تعداد وزرای هلندی و فرانسوی زبان طبق آنچه توسط قانون اساسی تعریف شده باید مساوی باشد.
شاه یا ملکه رهبر کشور محسوب می‌شوند اگرچه از طریق امتیاز مخصوص حق ارثی محدود. قدرت حقیقی در دست نخست‌وزیر و دولت‌های مختلفی‌است که کشور را اداره می‌کنند. نظام قضایی بر پایه حقوق مدنیست و از مجموعه قوانین ناپلئونی سرچشمه می‌گیرد. دادگاه استان یک رده از دادگاه فرجام خواهی که نهادی بر پایه دادگاه فرجام خواهی فرانسوی‌است پایین‌تر است.
نهادهای سیاسی بلژیک پیچیده‌اند. بیشتر قدرت سیاسی حول و حوش نیاز به ارائه انجمنهای زبان می‌گردد. از حدود سال ۱۹۷۰، حزب‌های سیاسی ملی مهم بلژیک به اجزای جداگانه‌ای تقسیم شده‌اند که به‌طور عمده علایق این انجمن‌ها را نشان می‌دهند. حزب اصلی در هر انجمن به سه خانواده مهم سیاسی تعلق دارند: جناح راست یا همان لیبرال‌ها، دموکرات‌های مسیحی و جناح چپ یا همان سوسیال دموکراتها. دیگر حزب‌های جدیدتر مهم عبارتند از حزب سبز و به خصوص در فلاندرز حزب ملی یا ناسیونالیست و احزاب راست‌گرای افراطی. سیاست تحت تأثیر گروه‌های تحمیل گرا مانند اتحادیه‌های تجاری و منافع تجاری به صورت بنگاه اقتصادی بلژیک می‌باشد.
پادشاه کنونی بلژیک فیلیپ بعد از پادشاه آلبرت دوم در سال ۲۰۱۳ به حکومت رسید. از سال ۱۹۹۹، نخست‌وزیر، گای ورهوفستات از دموکرات‌ها و آزادی خواهان فلاندری رهبری شش حزب آزادی خواهان، سوسیال دموکرات‌ها، حزب سبز را بر عهده داشته و اغلب از دولت او با نام دولت رنگین کمان نام برده می‌شود. این اولین دولت بدون دموکرات‌های مسیحی بود که از سال ۱۹۵۸ به روی کار آمد.

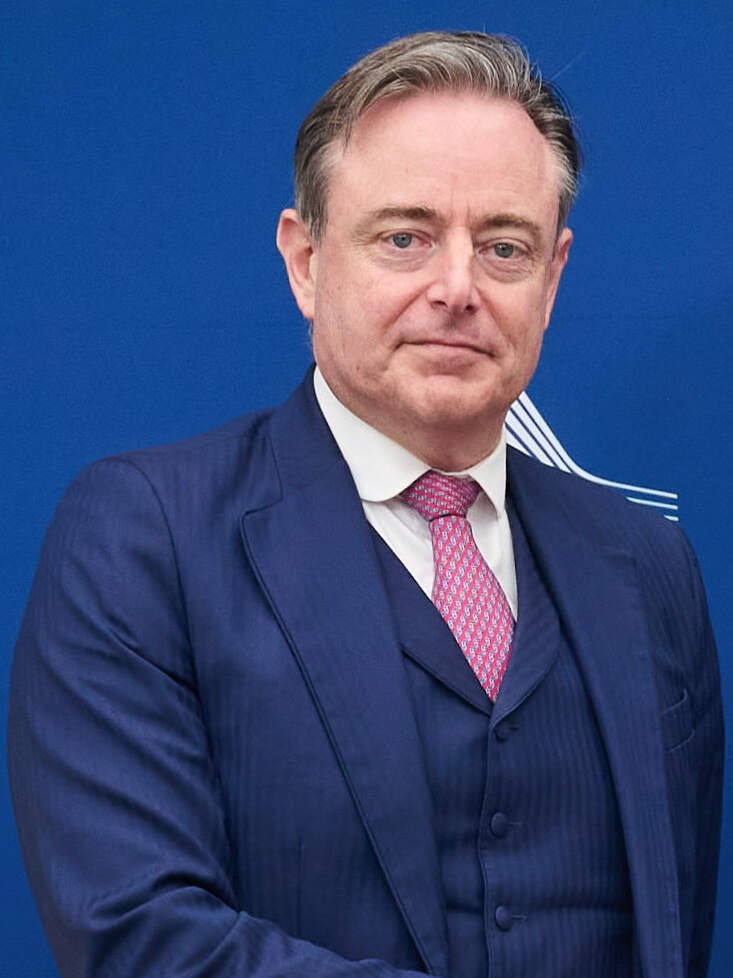
بارت دی وور، نخست‌وزیر از ۲۰۲۵

در انتخابات عمومی بلژیک در سال ۲۰۰۳، ورهوفستات برای بار دوم برنده دوره انتصاب مجلس شد و رهبری ائتلاف چهار حزبی لیبرال سوسیال دموکرات‌ها را بر عهده گرفت.
ساختمان مجلس شورا بر روی سایت رسمی مجلس به زبان فرانسه. در سال‌های اخیر همچنین در حزب راست‌گرای افراطی جدائی طلبان ملی فلاندری‌ها تحرکات زیادی مشاهده شده است که در عین حال این حزب بر حزب Vlaams Belang که با اتهام نژادپرستی روبه‌رواست غلبه کرده است.
هدف اصلی دو حکومت ورهوفستات متعادل کردن بودجه بود؛ بلژیک یکی از معدود اعضاء اتحادیه اروپا است که تاکنون به این هدف نایل گشته است. این سیاست توسط حکومت‌های موفق در طی دهه ۱۹۹۰، تحت فشار از جانب شورای اروپا به کار گرفته می‌شد. سقوط دولت پیشین عمدتاً به خاطر بحران دی اکسین بود.
بر ملأ شدن مسمومیت‌های شدید غذایی در ۱۹۹۹ موجب تشکیل دایره غذایی بلژیک شد.
این رویداد به جنجال بزرگ و نابهنجار حزب سبز در مجلس انجامید و تأکید بیشتری بر روی سیاست‌های محیطی طی دولت اول ورهوفستات به وجود آورد. به عنوان مثال یکی از سیاست‌های حزب سبز باعث تصویب قانون خارج کردن قدرت هسته‌ای بلژیک شد، که توسط دولت جاری تعیین شده است. غیاب حزب دموکرات‌های مسیحی در مقامات دولتی به ورهوفستات این توانایی را داد تا موضوعات اجتماعی را با دیدگاهی لیبرال تر بر عهده بگیرد و قانون استفاده از مواد مخدر ملایم، ازدواج هم جنسان و کشتن از روی ترحم را به تصویب برساند. در دوره دو تا از مهم‌ترین مجالس بلژیک دولت سیاست فعالی را در آفریقا اتخاذ کرده است،بایگانی‌شده  در ۲۸ آوریل ۲۰۰۶ توسط Wayback Machine
این سیاست‌ها بر خلاف دخالت سیاسی طی بحران خلع سلاح عراق بود و باعث تصویب قانونی در رابطه با جنایت‌های جنگ شد. در هر دو دوره حکومت ورهوفستات این مسئله مورد بحث انجمن بلژیک شد. از موارد مورد بحث اصلی می‌توان به راه‌های هوایی شبانه در فرودگاه بروکسل و وضعیت ناحیه انتخاباتی بروکسل – هال –ویلوود اشاره نمود.
کشمکش بین افراد از طریق دادگاه حکمیت حل و فصل می‌شود. چنین روشی باعث مصالحه شده و به فرهنگ‌های گوناگون امکان همزیستی مسالمت آمیز می‌بخشد.
اقلیت فلاندری در سال ۱۹۸۰ منطقه فلاندر را برای تشکیل دولت فلاندری به دست آورد.
مرزهای مشترک مناطق و انجمن‌ها دو ویژگی همه را ایجاد کرده است:محدوده منطقه پایتختی بروکسل شامل دو اقلیت فرانسوی و فلاندری‌است و محدوده اقلیت آلمانی زبان کاملاً داخل منطقه والون قرار گرفته است. مناطق فلاندری و والون به نهادهای اجرایی بیشتری در استان‌ها تقسیم شده‌اند.
در بالاترین رده از این طرح سه رده‌ای دولت فدرال قرار دارد که امور خارجه، معاونت توسعه وزارت دفاع، ارتش، پلیس، مدیریت اقتصادی، رفاه اجتماعی، انتقال تأمین اجتماعی، انرژی، مخابرات و تحقیقات علمی، صلاحیت‌های محدود در حوزه آموزش و فرهنگ و سرپرستی امور مالیات‌ها را توسط مقامات کنترل می‌کند. دولت فدرال بیش از ۹۰ ٪ از تمام مالیات را در دست کنترل دارد. دولت‌های اقلیت مسئول توسعه زبان، فرهنگ و آموزش و پرورش در مدارس، کتابخانه‌ها، و تئاترها می‌باشند. رده سوم دولت‌های محلی هستند که بیشتر مسائل مربوط به اموال منقول و غیرمنقول مانند خانه، وسایط ترابری را کنترل می‌نماید. به عنوان مثال، ساختمانی که به یک مدرسه در بروکسل اختصاص داده شده است و متعلق به نظام مدرسه عمومی‌است، توسط دولت منطقه‌ای بروکسل کنترل می‌شود. با این حال، مدرسه به عنوان یک مؤسسه، اگر فرانسوی زبان باشد، تحت قوانین دولت فلاندری درمی‌آید.

## جغرافیا

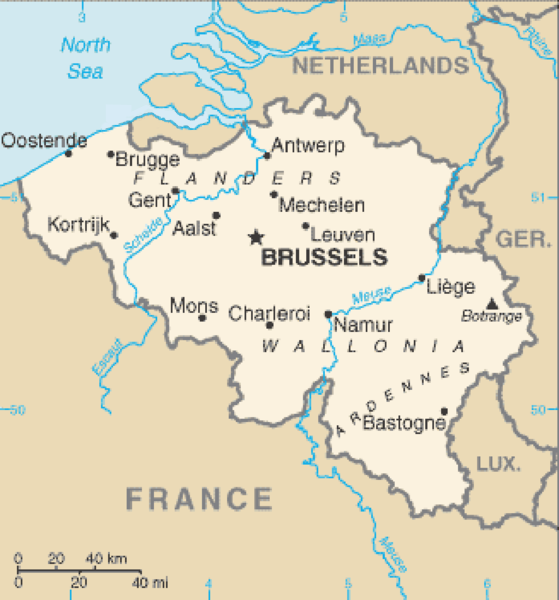
لی یژ، بروخس (بروخ) و شهر نامور، از جمله هفت شهر بزرگ بلژیک، هرکدام با جمعیتی بیش از صدهزار نفر می‌باشند.

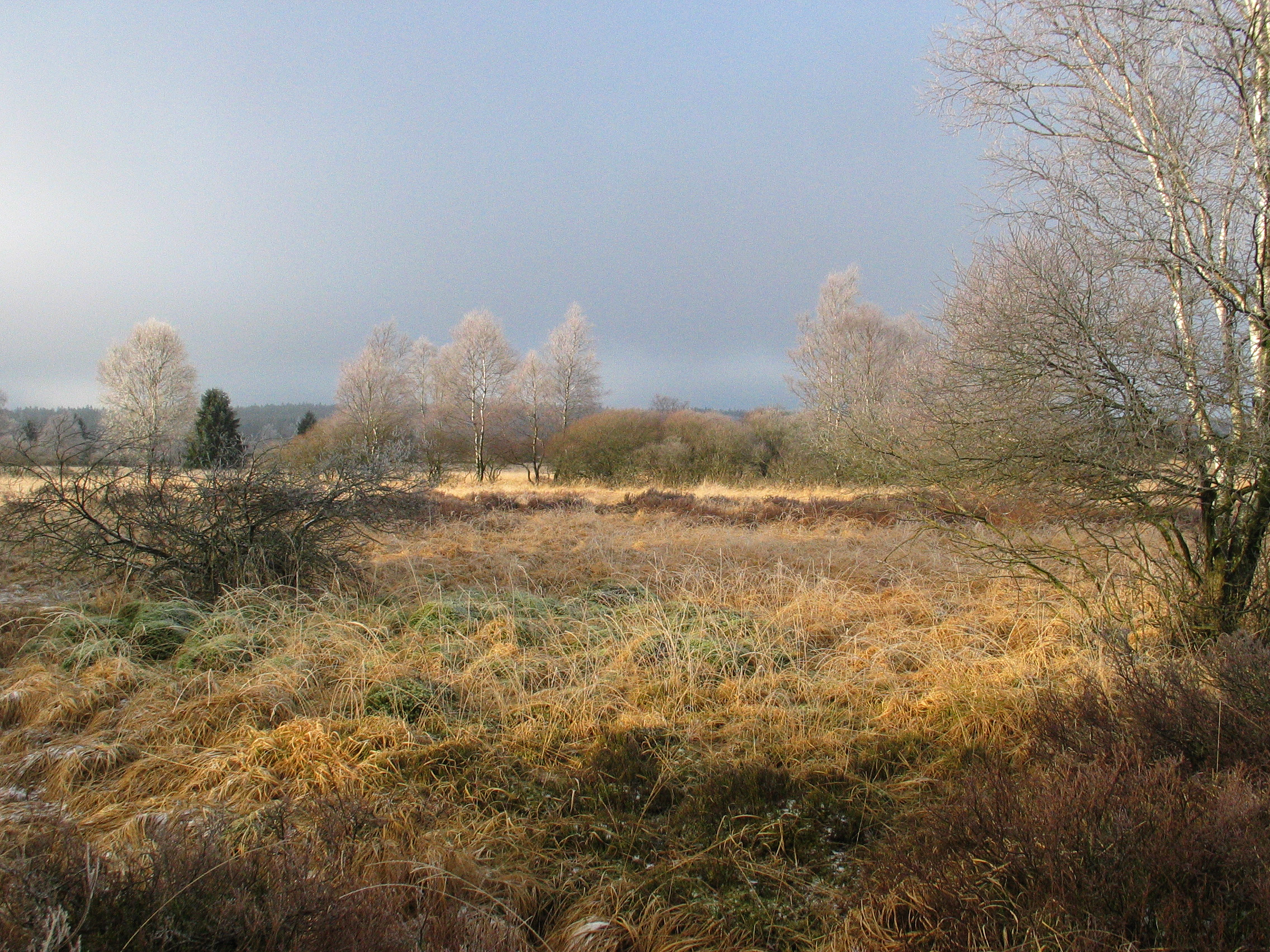
چشم‌اندازی از منطقه آردنس Hautes Fagnes

بلژیک ۳۰٬۶۸۹ کیلومتر مربع (۱۱۷۸۷ مایل مربع) وسعت دارد. این کشور، با فرانسه (۶۲۰ کیلومتر)، آلمان (۱۶۷ کیلومتر)، لوکزامبورگ (۱۴۸ کیلومتر) و هلند (۴۵۰ کیلومتر)، مرز مشترک دارد. بلژیک سه منطقه جغرافیایی اصلی دارد: دشت ساحلی در شمال غربی، فلات مرکزی و کوه‌های آردن در جنوب شرقی. دشت ساحلی عمدتاً شامل تپه‌های شنی و پُلدرها (زمین‌های خشک‌شده از دریا) می‌شوند. اراضی پست کنار دریا نواحی‌ای از زمین، نزدیک یا زیر سطح دریا هستند که از دریا به جا مانده یا اراضی داخلی بیشتری که از کانال‌ها زهکشی شده و توسط خاکریزها محافظت شده‌اند. منطقه جغرافیایی دوم، زمین‌هایی‌است که در نواحی دورتر قرار دارد. این یک منطقه روان، و پیش رونده است که دره‌های حاصلخیز را در برمی‌گیرد و توسط زهکشی‌های متعددی آبیاری می‌شود. در اینجا همچنین می‌توان زمین‌های سخت تری را یافت که شامل غارها و تنگه‌های کوچک می‌شود.
سومین منطقه جغرافیایی، که آردن نامیده می‌شود، ناهموارتر از دو مورد اولی‌است. انبوه جلگه‌های جنگلی، که بسیار صخره‌ای‌است و برای کشاورزی چندان مناسب نمی‌باشد، و دارای ژرف‌دره‌هایی است که به‌سوی غرب تا فرانسه، امتداد یافته‌اند. در این‌جا، می‌توان بسیاری از نمونه‌های حیات وحش بلژیک را یافت. مرتفع‌ترین نقطهٔ بلژیک، سیگنال دو بوترانژ، با ارتفاع ۶۹۴ متر (۲٫۲۷۷ فوت)، در این ناحیه واقع شده است.

### اقلیم
بلژیک دارای اقلیم اقیانوسی، همراه با میزان بارندگی زیاد در تمام فصول است (سامانه طبقه‌بندی اقلیمی کوپن). میانگین دمای هوا برابر با ۳ درجه سلسیوس در ژانویه، و ۱۸ درجه سلسیوس در ژوئیه و میانگین میزان بارندگی از ۵۴ میلی‌متر در فوریه و آوریل تا ۷۸ میلی‌متر در ژوئیه، متغیر است. بلژیک بر پایهٔ اطلاعات صندوق جهانی طبیعت، در ناحیه بوم‌شناختی جنگل‌های مخلوط اقیانوس اطلس و جنگل‌های پربرگ اروپای غربی قرار دارد.
به دلیل تراکم بالای جمعیت و مکان در مرکز اروپای غربی، بلژیک با مشکلات محیطی مهمی روبه‌روست. در گزارش سال ۲۰۰۳
گفته می‌شود آب رودخانه‌های بلژیک جزء کم کیفیت‌ترین آب‌های اروپاست و در پایین‌ترین رده فهرست ۱۲۲ کشوریست که مورد مطالعه قرار گرفته‌اند.

## جمعیت‌شناسی

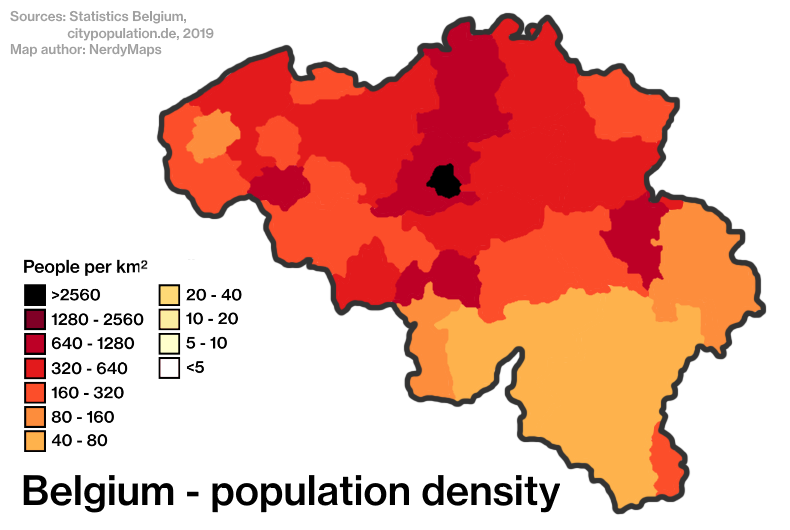
نقشه تراکم جمعیت در بلژیک

تراکم جمعیت بلژیک (۳۴۲ نفر در هر کیلومتر یا ۸۸۶ نفر در هر مایل مربع) یکی از بالاترین تراکمات جمعیت بعد از هلند و بعضی ابرایالات مانند موناکو در اروپاست. پرتراکم‌ترین مناطق از نظر جمعیت در اطراف بروکسل قرار دارند، شهرهای پرتراکمی مانند آنتورپ، خنت و لوون که به نام الماس فلاندری معروف اند و شهرهای مهم دیگری مانند لیژ، شارلوا، مونز، کورتریک، بروژ، هسلت و شهر نامور. شهر آردنس کمترین تراکم جمعیت را داراست. آمار سال ۲۰۰۵ جمعیت منطقه فلاندری را ۶٬۰۴۳٬۱۶۱، والونی را ۳٬۳۹۵٬۹۴۲ و بروکسل را ۱٬۰۰۶٬۷۴۹ نشان می‌دهد.

مناطق زبانی بلژیک:

حدود ۵۸ درصد از جمعیت کشور هلندی زبان، ۴۱ درصد فرانسه زبان و کمتر از یک درصد آلمانی زبانند. بروکسل، با ۸ درصد از جمعیت کشور، به‌طور رسمی دوزبانست. (فرانسه-هلندی). بروکسل از شهری عمدتاً هلندی زبان هنگامی که ایالت بلژین در سال ۱۸۳۰ با زبان رسمی فرانسوی در آن زمان به استقلال رسید، نشات گرفت. اکثریت عظیمی از جمعیتش (در حدود ۸۵ تا ۹۰٪ محاسبه شده که به‌طور فطع نمی‌توان گفت زیرا آمار دقیق در دست نیست) تحت عنوان ضد فرانسه ثبت شده‌اند، این میزان از جمعیت شامل تعداد زیادی از شهروندان خارجی بروکسل است که زبان فرانسه را به عنوان زبان دوم (بعد از زبان مادری شان) یا زبان اصلی انتخاب نموده‌اند.
هلندی زبانان و فرانسه زبانان بلژیکی تفاوت‌های جزئی در لغت و معنا با هلندی و فرانسه معیار دارند. بسیاری هنوز می‌توانند به لهجه‌های زبان هلندی صحبت کنند. اما در مورد زبان والونیایی می‌توان گفت که بیشتر توسط سالخوردگان صحبت می‌شود. این لهجه‌ها همراه با لهجه‌های دیگری مثل پیکاردیایی یا لیمبورخی
در زندگی روزمره به کار نمی‌رود.
در حدود ۸۶٪ از جمعیت بلژیکی دارای ملیت بلژیکی هستند. ۹٪ (بر اساس تعداد) ایتالیایی، مراکشی، فرانسوی، ترکی یا هلندی هستند و ۵٪ یکی از ملیت‌های دیگر را دارا می‌باشند.
از زمان استقلال، اصول مذهبی کاتولیکی با اصول قوی آزاداندیشی و به خصوص جریانات فراماسونری هم تراز شده و نقشی مهم در سیاست بلژیک ایفا نموده است. قانون اساسی بلژیک معتقد به آزادی مذهب است و دولت عملاً به این حق احترام می‌گذارد.
طبق تحقیق و مطالعات مذهب در سال ۲۰۰۱ در حدود ۴۷٪ از جمعیت خود را متعلق به کلیسای کاتولیک می‌دانند در حالی که دین اسلام با ۱۰ ٪ دومین دین بزرگ به‌شمار می‌رود. بررسی سال ۲۰۰۶ در فلاندرز نشان می‌دهد که ۵۵٪ از مردم خود را مذهبی می‌دانند و ۳۶٪ اعتقاد دارند که خداوند جهان را خلق کرده است.
۹۸٪ از جمعیت بزرگسال شمارش شده باسواد هستند تحصیلات از سنین ۶ تا ۱۸ سال اجباری است اما بسیاری از بلژیکی‌ها تا سن حدوداً ۲۳ سالگی به تحصیل ادامه می‌دهند. در بین کشورهایOECD در سال ۱۹۹۹ بلژیک سومین مقام تحصیل را در بین جوانان ۱۸ تا ۲۱ ساله که ۴۲٪ از جمعیتش را تشکیل می‌دادند، کسب نمود. با وجود این در سال‌های اخیر توجه مردم به سواد حرفه‌ای رو به افزایش است. در دوره ۱۹۹۴ تا ۱۹۹۸، ۱۸٫۴ ٪ از جمعیت دچار کمبود مهارت‌های سواد حرفه‌ای بودند. با توجه به این که نظام آموزشی بلژیک همواره منعکس‌کنندهٔ کشمکش‌های سیاسی تاریخی بین بخش‌های کاتولیک و آزاداندیش بوده است، در هر اقلیت به شاخه لائیک تقسیم شده که توسط همان اقلیت، استان‌ها، یا شهرستان‌ها و مذاهب خیریه اکثراً کاتولیک، تحت کنترل مقام‌های مذهبی و اقلیتی، اغلب اسقف‌نشین - کنترل می‌شوند.
با این حال باید در نظر داشت که – حداقل برای مدارس کاتولیک –مقام‌های مذهبی قدرت بسیار محدودی در این مدارس دارند.

## اقتصاد
بلژیک، با جمعیت متراکم، در قلب یکی از مهم‌ترین مناطق صنعتی جهان قرار گرفته است. به‌طور جاری، اقتصاد بلژیک، عمدتاً بر پایه خدمت است و طبیعتی با بخش‌های دوگانه فلاندری جلوه پویایی از خود بروز داده و بروکسل به عنوان مرکز چند نژادی و چند زبانه آن، و یکی از بلندمرتبه‌ترین اعضای اتحادیه اروپا ست و اقتصادی والونی که از لحاظ تولید ناخالص ملی یک چهارم عقب مانده است.
بلژیک اولین کشور اروپایی اقلیمی بود که در اوایل دهه ۱۸۰۰ دستخوش انقلاب صنعتی شد. شهرهای لیژ و شارلوا به سرعت در صنایع معدن و فولادسازی توسعه یافتند و در اوایل قرن بیستم کاملاً شکوفا شدند. با این حال، در دهه ۱۸۴۰ صنعت پارچه بافی فلاندرز به بحران شدیدی دچار شد و فلاندر از این جهت دچار قحطی شد. بعد از جنگ جهانی دوم، شهرهای خنت و آنتورپ توسعه سریع صنایع شیمی و پتروشیمی را تجربه نمودند. بحران‌های نفت ۱۹۷۳ و بحران نفت ۱۹۷۹ اقتصاد را به سمت ترقی طولانی مدت پیش برد. صنعت فولادسازی بلژیک تاکنون رکودهای اقتصادی زیادی را تجربه نموده است. این مسئله مانع از توسعه اقتصادی والونی شده است.
در دهه‌های ۱۹۸۰ و ۱۹۹۰ توسعه مرکز اقتصادی کشور به سمت شمال فلاندرز ادامه یافت. امروزه، صنعت در مناطق پرجمعیت فلاندری در شمال متمرکز شده است.
در پایان دهه ۱۹۸۰، سیاست‌های اقتصاد کلان بلژیک به بدهی انباشته دولت در حدود ۱۲۰ درصد از تولید ناخالص داخلی منجر شد. به‌طور جاری، بودجه در تعادل است و بدهی عمومی با ۹۴٫۳ درصد از تولید ناخالص داخلی (تا پایان سال ۲۰۰۵) هم تراز می‌باشد PDF
در سال۲۰۰۴ نرخ حقیقی رشد تولید ناخالص داخلی در حدود ۲٫۷ درصد محاسبه شد. اما انتظار می‌رود در سال ۲۰۰۵ این مقدار به ۱٫۳ درصد تنزل کرده باشد. بلژیک به‌طور خاص دارای اقتصاد باز است. از دیدگاه ترابری بلژیک، دارای زیربنای محکم بنادر، کانال‌ها و راه‌آهن و بزرگ راه است که امکان یکپارچه شدن صنعتش با صنایع همسایگانش را به آن می‌دهد. بندر آنتورپ دومین بندر بزرگ اروپاست. بلژیک، به عنوان یکی از اعضای پایه‌گذار اتحادیه اروپا، از توسعه قدرت سازمان‌های این اتحادیه برای یکپارچه سازی اقتصاد کشورهای عضو شدیداً حمایت می‌نماید. در سال ۱۹۹۹، بلژیک، یورو، تنها واحد پول اروپایی، را به عنوان واحد پول پذیرفت و در سال ۲۰۰۲، آن را جایگزین فرانک بلژیک کرد. اقتصاد بلژیک، قویا به بازرگانی خارجی به ویژه کالاهای ارزش افزوده وابسته است. واردات عمده آن عبارتند از تولیدات غذایی، ماشین آلات، الماس خام، نفت خام و تولیدات نفتی، مواد شیمیایی، لباس و لوازم و بافتنی‌ها. صادرات عمده آن عبارتند از اتومبیل، غذا و تولیدات غذایی، آهن و فولاد، الماس پرداخته، منسوجات، پلاستیک، تولیدات نفتی و فلزات غیر آهنی. از سال ۱۹۲۲، بلژیک و لوکزامبورگ دارای یک بازار تجاری مشترک با گمرک و واحد پول یکسان بوده‌اند که تحت عنوان اتحادیه اقتصادی بلژیک لوکزامبورگ فعالیت می‌نماید. شرکای تجاری اصلی این اتحادیه عبارتند از آلمان، هلند، فرانسه، بریتانیای کبیر، ایتالیا، ایالات متحده آمریکا و اسپانیا. بلژیک در سال ۲۰۰۵، از نظر شاخص توسعه انسانی، در سازمان ملل، در رده نهم قرار داشته است.

## مشاهیر
- هرژه خالق ماجراهای تن‌تن و میلو
- موریس مترلینک نویسنده پرنده آبی (به فرانسوی: L'oiseau bleu)
- موریس گرویس نویسنده کتاب جامع دستور زبان فرانسه (به فرانسوی: Le Bon Usage)
- آندره وزالیوس بنیان‌گذار کالبدشناسی جدید

## روابط ایران و بلژیک

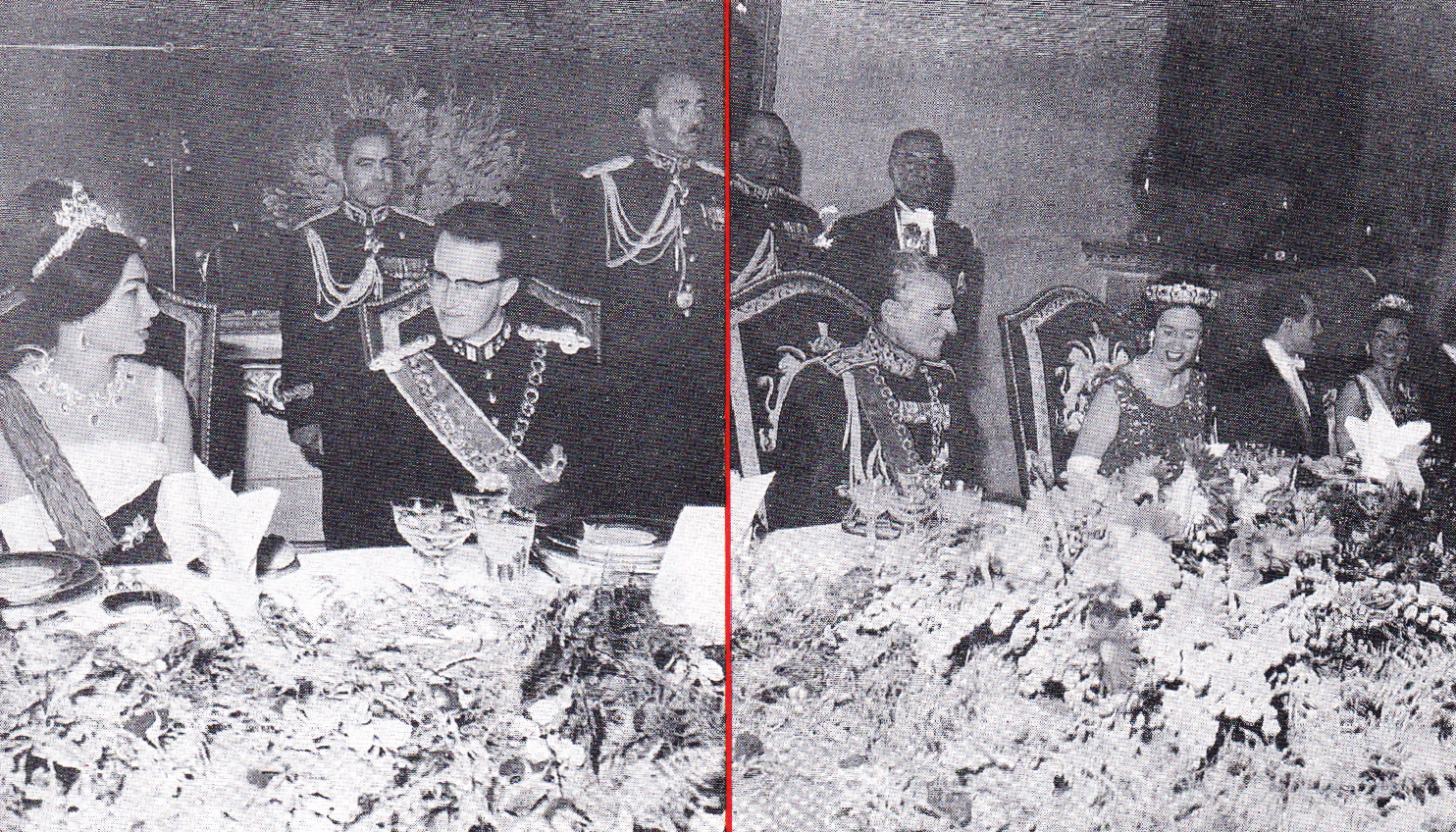
محمدرضا پهلوی پادشاه ایران و بودوئن پادشاه بلژیک درحال شام خوردن

روابط رسمی دیپلماتیک بلژیک و ایران مربوط به پایان قرن نوزدهم است. در آن دوره بلژیک بسیار مشتاق بود تا روابط خود را با کشورهای آسیا و آفریقا گسترده‌تر کند و منافع و اکتشافات خود را در درجه اول به سمت آفریقای سیاه و آنچه قرار بود به کنگو بلژیک تبدیل شود، جهت‌گیری کرده بود. با این حال دیپلمات‌های بلژیکی که نیم قرن می‌شد در تهران خدمت می‌کردند، وظیفه داشتند تلاش‌های کشورشان را در نفوذ تجاری و صنعتی ایران بیشتر کنند. در واقع منحصر به فرد بودن این روابط مدیون این واقعیت است که از سال ۱۸۹۸ تا آستانه جنگ جهانی دوم بلژیک تعداد نسبتاً زیادی از مقامات را به ایران گسیل کرد که وظیفه‌شان سازماندهی یا سازماندهی مجدد بخش‌های مختلف اداری کشور بود. این «کمک فنی» به خواست دولت ایران انجام شد. به دلیل بی‌توجهی مسئولان ایران، در درجه اول حاکمان قاجار، لازم بود وام‌های خارجی قابل ملاحظه‌تری را با شرایط بیشتر و سخت‌گیرانه‌تر قرارداد شود. روسیه و انگلستان سعی داشتند به جای کشورهای قدرتمند بلژیکی‌ها را در ایران به کار گیرند.
باید به این موضوع نیز اشاره کرد که قانون اساسی بلژیک مانند قانون اساسی دیگر کشورهای اروپایی به عنوان الگو برای قانون اساسی ایران منظور شده است.